# Bruno Barbieri

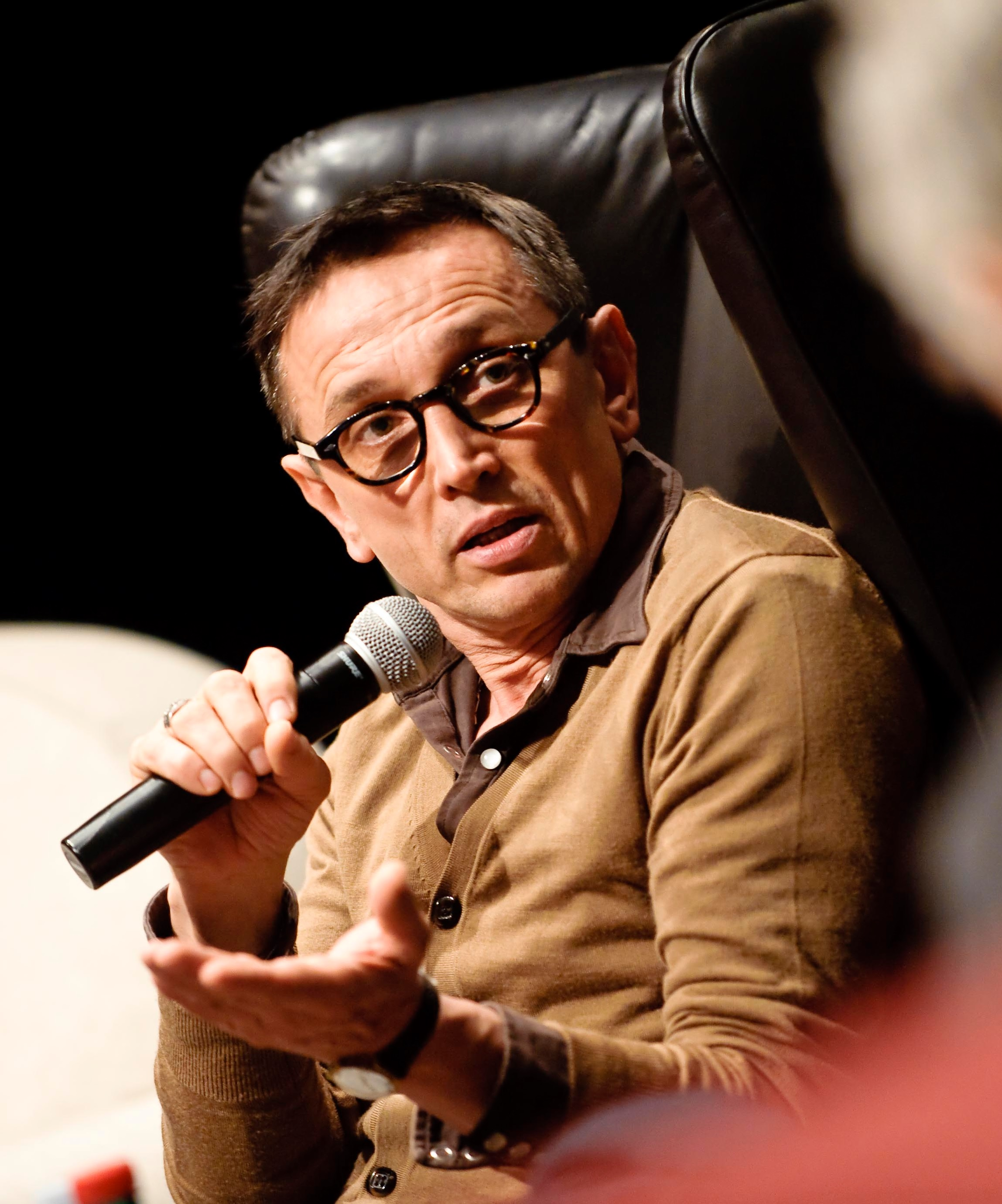
Bruno Barbieri (2012)

Bruno Barbieri (* 12. Januar 1962 in Medicina) ist ein italienischer Koch, Moderator, Gastwirt und Youtuber. Er hat mit seinen Restaurants sieben Michelin-Sterne.

## Biografie
Ab 1979 arbeitete Barbieri als zweiter Koch auf Kreuzfahrtschiffen und lernte so die kulinarischen Kulturen verschiedener Nationen kennen. Nach anderthalb Jahren kehrte er nach Italien zurück und begann in kleinen Clubs an der Riviera der Romagna als Chef de Partie zu arbeiten. Er arbeitete unter anderem im Restaurant Locanda Solarola in Castel Guelfo di Bologna, das zwei Jahre hintereinander zwei Michelin-Sterne erhielt. Dann arbeitete er im Restaurant Il Trigabolo in Argenta unter der Leitung des Küchenchefs Igles Corelli (den Barbieri selbst als seinen einzigen Meister benennt), unterstützt von Giacinto Rossetti und Mauro Gualandi. In den 1990er Jahren wurde das Il Trigabolo mit zwei Michelin-Sternen ausgezeichnet.
Anschließend eröffnete Barbieri das Restaurant Arquade im Hotel Villa del Quar-Relais & Châteaux in San Pietro in Cariano. Das Restaurant erhielt im Jahr 2006 vom Guide Michelin zwei Michelin-Sterne, während es durch Gambero Rosso mit drei Gabeln ausgezeichnet wurde. Im Juli 2010 entschied sich Barbieri, das Arquade zu verlassen und nach Brasilien zu ziehen. Im März 2012 eröffnete er in London das Restaurant Cotidie, das er bereits ein Jahr später wegen seiner übermäßigen Arbeitsverpflichtungen Marco Tozzi überließ. 2016 eröffnete er mit dem Fourghetti in Bologna ein neues Bistro, das er im August 2020 Erik Lavacchielli überließ.
Barbieri ist Autor zahlreicher Bücher, darunter auch Kochbücher zum glutenfreien Kochen (Squisitamente senza glutine). Er ist Moderator von Fernsehprogrammen des Gambero-Rosso-Kanals und verschiedener Radiosender.

## Privatleben
Barbieri ist in Bezug auf sein Privatleben zurückhaltend. In einigen Interviews erklärte er jedoch die schwierige Beziehung zu seinem Vater, den er erst im Erwachsenenalter kennenlernte. Er befürchtete, dass sein Vater seine Berufswahl im Küchenbereich nicht zu schätzen wusste, weshalb er die Unterstützung eines Psychologen suchte.

## Fernsehsendungen
- MasterChef Italia (Cielo, 2011; Sky Uno, 2012-aktuell) Juror
- Junior MasterChef Italia (Sky Uno, 2014-2016) Juror
- Quelli che il calcio (Rai 2, 2015-2016)
- Celebrity MasterChef Italia (Sky Uno, 2017-2018) Juror
- Bruno Barbieri - 4 hotel (Sky Uno, 2018-aktuell)
- MasterChef All Stars Italia (Sky Uno, 2018-2019) Juror
- Cuochi d'Italia - Il campionato del mondo (TV8, 2020-aktuell)

## Auszeichnungen
- Locanda Solarola
  - 2 Sterne Michelin[7]
- Trigabolo
  - 2 Sterne Michelin[7]
- Grotta di Brisighella
  - 1 Stern Michelin[7]
- Arquade-Villa
  - 2 Sterne Michelin[7]